# Axel Teichmann
Axel Teichmann (* 14. července 1979, Ebersdorf) je bývalý německý běžec na lyžích. V letech 2003 až 2011 získal 8 medailí na Mistrovstvích světa, čímž je nejúspěšnějším německým běžcem na lyžích v historii. Je dvojnásobným mistrem světa. Včetně dílčích etap zvítězil ve třinácti závodech Světového poháru v běhu na lyžích, čímž je rovněž nejlepší v německé historii.

## Sportovní úspěchy
- K jeho největším úspěchům patří dva tituly mistra světa. První vybojoval v roce 2003 ve Val di Fiemme v závodě na 15 km klasickou technikou, druhý o čtyři roky později v Sapporu v závodě na 15+15 km.
- Je dvojnásobným stříbrným olympijským medailistou ze ZOH 2010
- V sezóně 2004/05 vyhrál seriál závodů Světového poháru.
- 3. místo na Tour de Ski 2008/09 (z jednotlivých závodů vyhrál 27.12. 2008 v Oberhofu, 31. 12. 2008 v Novém Městě na Moravě a 3.1. 2008 ve Val di Fiemme)